# 大高康
大高 康（おおたか やすし、1899年（明治32年）1月8日 - 1969年（昭和44年）1月29日）は、大正・昭和期の実業家、政治家。衆議院議員（4期）、茨城県多賀郡高萩町長。

## 経歴
茨城県出身。1917年（大正6年）茨城県立水戸中学校（現茨城県立水戸第一高等学校）を卒業した。
高萩町会議員、高萩町長、同消防団長、茨城県会議員、同議長などを務めた。1953年（昭和28年）4月の第26回衆議院議員総選挙に茨城県第2区から改進党公認で出馬して初当選。第27回総選挙で再選されたが、1958年（昭和33年）5月の第28回総選挙は次点で落選。1960年（昭和35年）11月の第29回総選挙と第30回総選挙で再選され、衆議院議員に通算4期在任した。この間、第2次池田第1次改造内閣郵政政務次官、裁判官弾劾裁判所裁判官、日本民主党政調会郵政部長、自由民主党総務局人事部長、同副幹事長、同国会対策副委員長、同代議士会副会長などを務めた。
その他、高萩林材取締役社長、日立セメント取締役などを務めた。
1969年（昭和44年）1月29日死去、70歳。死没日をもって勲二等瑞宝章追贈、従四位に叙される。